# Günter Poser
Günter Hans Josef Poser (* 23. September 1916 in Berlin; † 3. Juni 2003 in Bonn-Röttgen) war ein deutscher Offizier, zuletzt Konteradmiral der Bundesmarine der Bundeswehr. Während des Zweiten Weltkrieges fungierte er als Kommandant der Unterseeboote U 59, U 432 und U 202. In der Nachkriegszeit war er Militärattaché der Bundesrepublik Deutschland für Japan und Südkorea sowie bis 1973 hochrangiger NATO-Funktionär und später kurzzeitig geschäftsführender stellvertretender Bundesvorsitzender der Partei Die Republikaner.

## Biografie

### Vor 1945
Nach seinem Einsatz im Reichsarbeitsdienst von Januar bis März 1936 trat Poser am 3. April 1936 als Offiziersanwärter in die Schiffstammabteilung der Kriegsmarine in Stralsund ein. Seine Bordausbildung erfolgte von Juni 1936 bis April 1937 auf dem Linienschiff Schleswig-Holstein. Danach besuchte er bis April 1938 diverse Waffenkurse an der Marineschule Mürwik.
Von Oktober 1938 bis Mitte August 1939 absolvierte Poser einen Beobachterlehrgang an der Fliegerschule See in Burg. Danach war er bis Dezember 1940 als Beobachter und Kompanieoffizier in der Staffel 1/506 in List auf Sylt eingesetzt, wo er am 1. Oktober zum Oberleutnant zur See befördert wurde. Zugleich fungierte Poser von April bis Mai 1940 als Verbindungsoffizier zur Luftwaffe im Divisionsstab Trondheim. Im Januar 1941 begann Poser eine U-Boot-Ausbildung in Gdynia, Kiel und Mürwik, die bis Juli 1941 andauerte. Zum 7. Juli 1941 erfolgte seine Verwendung als Wachoffizier auf U 432. Diese Funktion übte er bis Mitte November des gleichen Jahres aus. Anschließend besuchte er bis Mitte Dezember 1941 einen Kommandantenlehrgang bei der 26. U-Flottille in Pillau. Am 16. Dezember 1941 wurde Poser zum Kommandanten des Schulungsbootes U 59 ernannt, mit dem er allerdings nicht auf Feindfahrt ging. Am 15. Juli 1942 gab er das Bordkommando ab und wurde im August 1942 zum Kommandanten von U 202 ernannt.

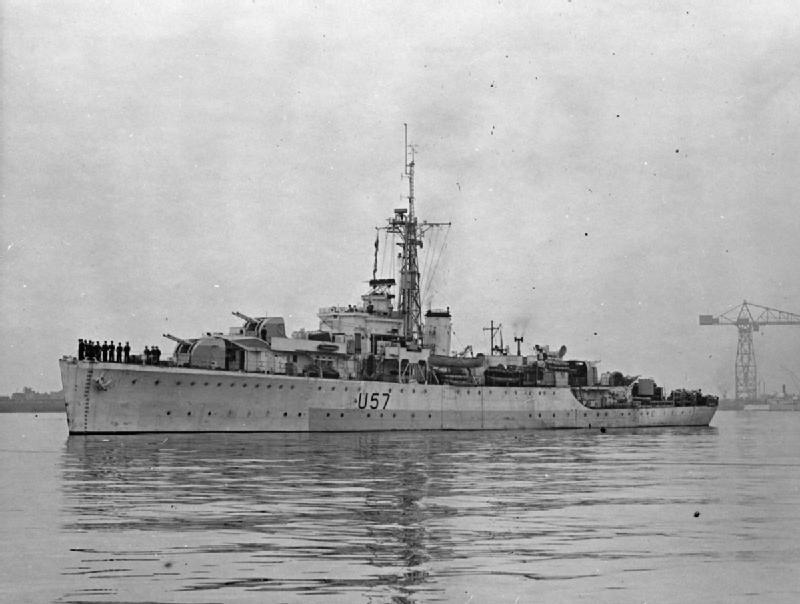
Dieser Schiffstyp versenkte U 202 am 2. Juni 1943 bei Cape Farewell

Am 1. Februar 1943 wurde er zum Kapitänleutnant befördert. Sein Schiff wurde am 2. Juni 1943 bei Cape Farewell versenkt, wodurch er in Kriegsgefangenschaft geriet, die vier Jahre währte und während der er sich in England und Kanada befand. Von den 48 Besatzungsmitgliedern überlebten 30 die Versenkung.

### Nach 1945
Nach seiner Freilassung und Rückkehr nach Deutschland arbeitete Poser ab August 1947 als Korrespondent. Von 1947 bis 1955 war er Verwaltungs- und Personalreferent bei der Deutschen Landesrentenbank in Bonn. Am 7. Dezember 1955 trat er in die Bundeswehr als Korvettenkapitän der Bundesmarine ein; er war als Referent beim Staatssekretär im Bundesministerium der Verteidigung tätig. Bis Mitte September 1957 wurde er für den militärischen Attachédienst vorbereitet. Vom 16. September 1957 bis Ende Februar 1963 war er als Militärattaché an der Botschaft der Bundesrepublik Deutschland in Tokio tätig; zugleich war er auch Militärattaché in Südkorea. Am 1. September 1959 wurde er zum Fregattenkapitän und am 4. Januar 1963 zum Kapitän zur See befördert. Am 30. September 1964 wurde er zum Flottillenadmiral befördert. Ab April 1963 bis Frühling 1964 war er Leiter der Marineauswertung im Bundesnachrichtendienst und trug dort den Decknamen Günter Prechtel. Anschließend wurde er im Bundesministerium für Verteidigung später Unterabteilungsleiter im Militärischen Nachrichtenwesen. Ab 1964 löste er Ernst Ferber als Leiter der Unterabteilung Fü B/S II ab. Poser leitete die Unterabteilung Fü S II bis Mai 1969. und war zudem Verwaltungs-Obmann des seiner Abteilung unterstellten Militärischen Abschirmdienstes (MAD).
Anschließend arbeitete er vom 16. Juli 1969 bis zu seinem Dienstzeitende als Abteilungsleiter beim Internationalen Militärstab (IMS) der NATO in Brüssel, wo er am 27. Februar 1970 zum Konteradmiral befördert wurde. Er übernahm dort die Leitung des Intelligence-Center. Am 30. September 1973 wurde Poser auf eigenen Antrag aus Protest gegen die deutsche Ostpolitik unter Willy Brandt entlassen.
Nach seinem Rückzug aus dem aktiven Dienst engagierte er sich weiterhin im Umfeld der Bundeswehr, so etwa in der Bundeswehreinrichtung Arbeitskreis für Landesverteidigung. Er engagiert sich auch für die der CDU nahestehenden Deutsche Afrika Stiftung und publizierte in deren Schriftenreihe von 1980 bis 1985 verschiedene Artikel zur Einschätzung verschiedener afrikanischer Länder. 1983 nahm er für die CDU/CSU am Hearing Alternative Strategien im Verteidigungsausschuss des Deutschen Bundestages teil.
1986 gründete Poser eine Deutschland-Partei, deren Kern sich aus hohen ehemaligen Offizieren der Bundeswehr zusammensetzte und in der Öffentlichkeit kaum in Erscheinung trat. Im ersten Quartal 1987 trat Poser und seine Deutschland-Partei zu der Partei Die Republikaner über. In einem programmatischen Artikel der Parteizeitung "Der Republikaner", Ausgabe 4 1987 erläuterte Poser, der als ehemaliger Marineflieger, U-Bootkommandant und NATO- und Bundeswehrfunktionsträger vorgestellt wurde, unter der Überschrift: „Die Wende erzwingen! Warum ich Republikaner wurde“, dass eine Fixierung auf die deutsche Vergangenheit, besonders auf die „zwölf Jahre nationalsozialistischer Herrschaft“ einen Verfall der „geistige(n) und politische(n) Kultur“ bedeute und damit eine deutsche Einheit verhindere. Die Regierung Kohl tue nichts, um mit der „Entkriminalisierung deutscher Kultur, Geschichte und ihrer Menschen zu beginnen.“  Noch im selben Jahr wurde er geschäftsführender stellvertretender Bundesvorsitzender der Republikaner. Diese Position bekleidete er ein Jahr lang. Danach zog er sich aus der Partei zurück.
Später gehörte er dem Führungskreis der rechtsextremen Deutschen Studiengemeinschaft an. Der Informationsstelle Militarisierung zufolge veröffentlichte er in den rechtsextremen Publikationen Unabhängige Nachrichten sowie Nation und Europa.
Poser war verheiratet. Aus seiner Ehe gingen drei Kinder hervor.

## Schriften
- Militärmacht Sowjetunion 1977. Olzog Verlag, 1977.
- China und der Pazifik. In: Marine-Forum, Mai 1978.
- Japans Selbstverteidigung. Bemerkungen zum japanischen Weißbuch. In: Marine-Forum, April 1978.
- Die Sicherheitspolitische Lage im Westpazifik. In: Marine-Rundschau, Zeitschrift für Seewesen, Band 75 E. S. Mittler., 1978.
- Die Wandlungen im Militärstrategischen Kräfteverhältnis. In: Göttinger Arbeitskreis Hrsg. (1979): Studien zur Deutschlandfrage Bd. 3 Entspannungsbegriff und Entspannungspolitik in Ost und West. S. 61–72 (Tagungsband der Tagung vom 21. April 1978 in Mainz).
- The NATO: Werdegang, Aufgaben und Struktur des Nordatlantischen Bündnisses. Olzog, 1979.
- Bedrohte westliche Sicherheit: Fazit einer weltweiten sowjetischen Seestrategie 1979.
- Militärmacht Sowjetunion 1980: Daten, Tendenzen, Analyse. G. Olzog, 1980.
- mit Uwe Vogel: Afrika und deutsche Sicherheit. Deutsche Afrika-Stiftung, 1980.